# Like I Do (bài hát của David Guetta, Martin Garrix và Brooks)
"Like I Do" là một bài hát bởi nhà sản xuất thu âm người Pháp David Guetta và nhà sản xuất âm nhạc người Hà Lan Martin Garrix và Brooks. Được viết bởi Talay Riley, Sean Douglas, Nick Seeley, Robert Bergin và nhà sản xuất Guetta, Garrix, Brooks và Giorgio Tuinfort, nó đã được phát hành vào ngày 22 tháng 2 năm 2018 bởi What a Music, là đĩa đơn thứ ba từ album phòng thu thứ bảy của Guetta, 7 (2018).

## Track listing
- Tải kỹ thuật số[2]

1. "Like I Do" – 3:22

- Tải kỹ thuật số – remixes[3]

1. "Like I Do" (Dasko & Agrero remix) – 2:58
2. "Like I Do" (Upsilone remix) – 2:50
3. "Like I Do" (Jumpexx remix) – 4:07
4. "Like I Do" (Foxa and Conor Ross remix) – 3:43
5. "Like I Do" (Edson Faiolli remix) – 5:10

## Bảng xếp hạng
| Bảng xếp hạng (2018)                            | Vị trí cao nhất |
| ----------------------------------------------- | --------------- |
| Úc (ARIA)                                       | 73              |
| Áo (Ö3 Austria Top 40)                          | 20              |
| Bỉ (Ultratop 50 Flanders)                       | 42              |
| Bỉ (Ultratip Wallonia)                          | 2               |
| Cộng hòa Séc (Singles Digitál Top 100)          | 30              |
| Đan Mạch (Tracklisten)                          | 35              |
| Phần Lan (Suomen virallinen lista)              | 18              |
| Pháp (SNEP)                                     | 20              |
| Trường songid là BẮT BUỘC CHO BẢNG XẾP HẠNG ĐỨC | 23              |
| Hungary (Dance Top 40)                          | 21              |
| Hungary (Rádiós Top 40)                         | 11              |
| Hungary (Single Top 40)                         | 38              |
| Hungary (Stream Top 40)                         | 15              |
| Ireland (IRMA)                                  | 26              |
| Ý (FIMI)                                        | 75              |
| Hà Lan (Dutch Top 40)                           | 13              |
| Hà Lan (Single Top 100)                         | 21              |
| Na Uy (VG-lista)                                | 9               |
| Ba Lan (Polish Airplay Top 100)                 | 24              |
| Bồ Đào Nha (AFP)                                | 61              |
| Scotland (OCC)                                  | 62              |
| Slovakia (Singles Digitál Top 100)              | 34              |
| Thụy Điển (Sverigetopplistan)                   | 15              |
| Thụy Sĩ (Schweizer Hitparade)                   | 22              |
| Anh Quốc Dance (OCC)                            | 3               |
| Anh Quốc (OCC)                                  | 29              |
| Hoa Kỳ Dance Club Songs (Billboard)             | 34              |
| Hoa Kỳ Hot Dance/Electronic Songs (Billboard)   | 8               |

## Chứng nhận
| Quốc gia                                                                           | Chứng nhận | Số đơn vị/doanh số chứng nhận |
| ---------------------------------------------------------------------------------- | ---------- | ----------------------------- |
| Canada (Music Canada)                                                              | Gold       | 0‡                            |
| Pháp (SNEP)                                                                        | Gold       | 100.000‡                      |
| * Chứng nhận dựa theo doanh số tiêu thụ. ^ Chứng nhận dựa theo doanh số nhập hàng. |            |                               |

## Lịch sử phát hành
| Khu vực | Ngày                | Định dạng       | Bản     | Hãng đĩa     | Ref.  |
| ------- | ------------------- | --------------- | ------- | ------------ | ----- |
| Nhiều   | 22 tháng 2 năm 2018 | Tải kỹ thuật số | Chính   | What a Music | [ 2 ] |
| Nhiều   | 8 tháng 6 năm 2018  | Tải kỹ thuật số | Remixes | What a Music | [ 3 ] |